# Argout (rivière)
Pour les articles homonymes, voir Argout.
La rivière Argout (en russe : Аргут) est un cours d'eau de Russie, en Sibérie, et un affluent de la Katoun en rive droite, donc un sous-affluent de l'Ob. Il passe par deux localités ; Belyachi puis Arkyt. 

## Géographie
Long de 232 km, l'Argout coule dans la république de l'Altaï. Son bassin versant a une superficie de 9 550 km2. Sa partie amont issue des monts Taban-Bogdo-Oula porte le nom d'Akalakha.

## Corridor frontalier
Dans la partie méridionale du bassin de la rivière, la route entre le Kazakhstan et la Mongolie constitue un corridor neutre pour les éleveurs entre les deux pays. Cette route est située sur le territoire russe et cette servitude fait partie des accords ratifiés à la suite du démantèlement de l'URSS.

## Affluents
- le Djazator